# Neritos coccinea
Neritos coccinea là một loài bướm đêm thuộc phân họ Arctiinae, họ Erebidae.